# Sentinum

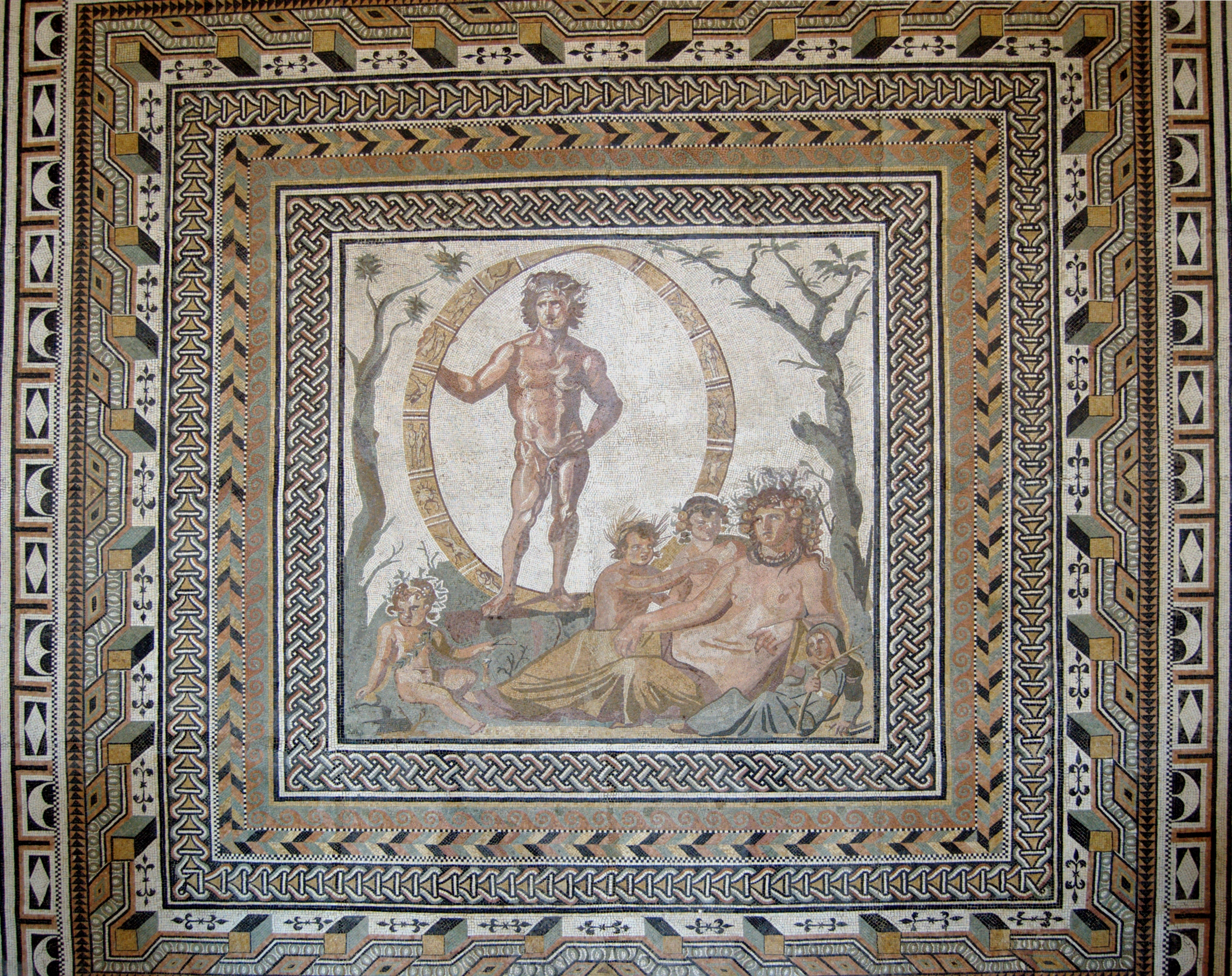
Antikes Mosaik aus einer Villa bei Sentinum (200–250 n. Chr.)

Sentinum war eine antike Stadt an der Grenze zwischen den Marken und Umbrien in Italien. Sie lag nahe der heutigen Kleinstadt Sassoferrato.

## Geschichte
Die Stadt war im Jahr 295 v. Chr. Schauplatz der Schlacht von Sentinum während des dritten Samnitenkriegs, bei der ein römisches Heer die Samniten und Senonen besiegte.
Im Jahr 41 v. Chr. kam es zu einer weiteren Belagerung: Während des Perusinischen Kriegs versuchte der unter Octavian (dem späteren Kaiser Augustus) kämpfende Quintus Salvidienus Rufus Salvius die Stadt einzunehmen. Es gelang ihm auch nach langer Belagerung, im Anschluss derer er die Stadt zerstören ließ.

## Ausgrabung
Im Jahr 1890 wurden erste archäologische Ausgrabungen bei der Stadt Sentinum vom Italiener T. Buccolini vorgenommen. Er fand in den Ruinen unter anderem das oben abgebildete Mosaik aus dem 3. Jahrhundert n. Chr., heute in der Glyptothek in München.